# Campionato austriaco di hockey su pista 2002
Il Campionato Austriaco 2002 è stata l'11ª edizione dell'omonimo torneo riservato alle squadre di hockey su pista austriache. Il titolo è stato conquistato dal Dornbirn per la seconda volta nella sua storia.

## Squadre partecipanti
| Club      | Stagione | Città     | Impianto            | Stagione precedente                             |
| --------- | -------- | --------- | ------------------- | ----------------------------------------------- |
| Dornbirn  | dettagli | Dornbirn  | Stadthalle Dornbirn | 2º nel campionato austriaco                     |
| Feldkirch | dettagli | Feldkirch |                     | 4º nel campionato austriaco                     |
| Villach   | dettagli | Villach   | Ballspielhalle Lind | 3º nel campionato austriaco                     |
| Wolfurt   | dettagli | Wolfurt   | HockeyArena Wolfurt | 1º nel campionato austriaco, campione d'Austria |

## Classifica finale
|                    | Pos. | Squadra   | Pt | G | V | N | P | GF | GS | DR |
| ------------------ | ---- | --------- | -- | - | - | - | - | -- | -- | -- |
| Austria (bandiera) | 1.   | Dornbirn  | ?  |   |   |   |   |    |    |    |
|                    | 2.   | Wolfurt   | ?  |   |   |   |   |    |    |    |
|                    | 3.   | Villach   | ?  |   |   |   |   |    |    |    |
|                    | 4.   | Feldkirch | ?  |   |   |   |   |    |    |    |

Legenda:
      Campione d'Austria e ammessa alla CERH Champions League 2002-2003.
Note:
Due punti a vittoria, uno a pareggio, zero a sconfitta.

## Verdetti
| Verdetto                        | Club                 |
| ------------------------------- | -------------------- |
| Campione d'Austria 2002         | Dornbirn (2º titolo) |
| CERH Champions League 2002-2003 | Dornbirn             |